# Sabor u Clermontu
Sabor u Clermontu, prema nekim izvorima Koncil u Clermontu (fra. Concile de Clermont), naziv je za veliku sinodu Katoličke crkve, koja je održana u francuskom gradu Clermont-Ferrand pod vodstvom pape Urbana II., od 18. do 28. studenoga 1095. godine.
Do njega je došlo nedugo nakon Koncila u Piacenzi na kome je Urban II. primio poziv od bizantskog cara Aleksija I Komnena za pomoć u borbi protiv muslimanskih Turaka Seldžuka.  Urban je to iskoristio kao povod da na koncilu službeno pozove europske kršćane na veliki pohod u svrhu oslobađanja Svete Zemlje od muslimana, odnosno prvi od križarskih ratova. Na saboru su kao njegove vođe imenovani grof Raymond IV od Toulousea i biskup Adhemar od Le Puya.
Godine 1096., kršćani su pošli u Prvi križarski rat.